# Stația orbitală a lumii de jos
Stația orbitală a lumii de jos (titlul original Downbelow Station) este un roman science fiction al autoarei C. J. Cherryh publicat în 1981 de editura DAW Books.  A câștigat Premiul Hugo în 1982, a fost nominalizat pentru Premiul Locus în același an și a fost apreciat în 1987 de către revista Locus drept unul dintre cele mai bune 50 de romane science fiction ale tuturor timpurilor.
Acțiunea romanului se petrece în universul Alianță-Uniune imaginat de Cherryh, în timpul Războaielor Companiei, la sfârșitul anului 2352 și începutul lui 2353.  Romanul descrie evenimente petrecute mai ales pe o stație spațială aflată în orbită în jurul planetei Lumea lui Pell (sau Lumea de Jos) din sistemul stelar Tau Ceti. Stația servește drept punct de tranzit pentru navele ce călătoresc între Terra și sectoarele Uniunii din Calea Lactee.
Titlul provizoriu al cărții a fost The Company War (Războiul Companiei), dar editorul Donald A. Wollheim a considerat că nu este atractiv, așa că l-a schimbat în Downbelow Station.

## Sumar
Spațiul este explorat nu de către guverne lipsite de viziune, ci de Compania Terestră, o corporație privată devenită astfel enorm de bogată și de influentă. Nouă dintre sistemele stelare sunt lipsite de planete potrivite pentru colonizare, astfel că s-au construit stații spațiale orbitale, baze de plecare pentru expediții viitoare de explorare. Apoi se descoperă că Lumea lui Pell nu este numai locuibilă, ci deja populată de blânzii, inteligenții (chiar dacă înapoiați tehnologic) Hisa. Este construită Stația Pell. Planeta este poreclită "Lumea de Jos" de către locuitorii stației.  
Când Terra, datorită politicii sale depășite, începe să piardă controlul stațiilor și planetelor mai îndepărtate, construiește o flotă de 50 de crucișătoare militare, Flota Companiei Terestre, pentru a-și impune controlul din nou. Acest lucru provoacă Războiul Companiei, Terra având ca adversar Uniunea, cu baza la Cyteen, o lume locuibilă. Locuitorii stației și negustorii de pe fregatele interstelare sunt prinși la mijloc. 
Acțiunea romanului se petrece în timpul ultimelor zile ale războiului. Signy Mallory, căpitan al Flotei Companiei Terestre, aflată pe nava ei de luptă, Norway, însoțește o flotă pestriță ce se refugiază de pe stațiile Russel și Mariner către Pell. Alte nave sosesc de pe alte stații distruse sau cucerite de Uniune, acest lucru producând o criză de proporții. Potopul de refugiați pune la încercare capacitatea stației. Angelo Konstantin, căpitanul stației Pell, și cei doi fii ai lui, Damon și Emilio, luptă pentru a face față situației. Temându-se de agenți și sabotori ai Uniunii, Pell trimite toți refugiații într-o zonă de carantină de pe planetă, producând un exod masiv al aborigenilor. 
În timpul parlamentărilor cu administratorii stației Pell, Mallory întâlnește o delegație a Companiei Terestre, condusă de Segust Ayres, secretar adjunct al Consiliului de Securitate Terestru. Ofensat de comportamentul ei arogant, Ayres refuză oferta de a fi transportat pe front și închiriază o fregată. Mallory nu știe că misiunea lui Ayres este de a deschide negocieri de pace cu Uniunea.
Mallory pierde și un prizonier al Uniunii, Josh Talley, pe care-l salvase dintr-un interogatoriu brutal pe stația Russell. Totuși, în timpul călătoriei către Pell, exploatarea lui sexuală de către doamna căpitan a fost aproape la fel de abuzivă ca și interogatoriul. Confruntat cu perspectiva unei lungi încarcerări pe stația Pell, Talley solicită Ajustarea, ștergerea unei mari părți a memoriei, în schimbul libertății. Damon Konstantin aprobă procedura, deși cu reținere. Mai târziu, cercetându-i dosarul, Damon află că Talley mai trecuse o dată prin Ajustare pe stația Russell. Simțindu-se vinovat pentru că aprobase Ajustarea, el și soția lui, Elene Quen, s-au împrietenit cu "noul" Talley, un act de bunătate care va avea consecințe pe cât de nebănuite, pe atât de monumentale.
Jon Lukas, cumnatul lui Angelo Konstantin și singurul rival pentru putere, este îngrijorat de evoluția războiului. Flota primise prea puțin sprijin din partea Terrei și slăbește pe zi ce trece, măcinată într-un război de atriție. Jon ia legătura în secret cu Uniunea, oferindu-i stația Pell. Uniunea trimite un agent sub acoperire, pe nume Jessad.
În acest timp, ultimele 10 nave supraviețuitoare ale Flotei se grupează pentru operațiunea cea mai critică a războiului. Toate manevrele strategice din ultima vreme ale lui Mazian pregătiseră terenul pentru acest moment. Dacă reușeau să distrugă stația Viking dintr-o singură lovitură înainte de a fi depășiți numeric de forțele inamice, între Terra și Uniune avea să se deschidă o breșă largă și pustie, făcând viitoarele manevre ale Uniunii să devină mult mai costisitoare.
Seb Azov, comandantul militar al Uniunii, nu are de ales și trebuie să adune efectivele în dreptul stației Viking în așteptarea atacului lui Mazian. Însă are un as în mânecă. Îl orțase pe Ayres să înregistreze un mesaj prin care îi ordona lui Mazian să nu atace cât timp se desfășurau negocierile de pace. Când Mazian atacă, ordinul transmis de Ayres îl determină, într-adevăr, să oprească acțiunea și Flota se retrage către Pell cuprinsă de confuzie.
Mazian se întâlnește cu ceilalți căpitani ai săi și le dă șansa să aleagă între a accepta tratatul de pace ce dădea, practic, câștig de cauză Uniunii, sau să se răzvrătească împotriva Terrei și să continuie lupta. Cu toții rămân loiali conducătorului lor. Una dintre primele decizii ale lui Mazian  este de a pune stația Pell sub imperiul legii marțiale.
Flota este acum forțată să apere Stația Lumii de Jos, singura bază de nădejde și sursă de aprovizionare. Forțele Uniunii atacă și distrug două nave aflate în patrulare. Deși Uniunea suferă și ea pierderi, acestea pot fi compensate, spre deosebire de cele ale lui Mazian. Dacă lua în calcul și pierderea unui transportor în timpul acțiunii din dreptul stației Viking, îi mai rămăseseră doar șapte nave.
În confuzia provocată de luptele din spațiu, pe stație Lukas intră în acțiune și îl ucide pe rivalul său, Angelo Konstantin, luându-i locul. Pentru a scăpa de gloata de refugiați revoltați, Elene Quen este obligată să urce la bordul navei comerciale Finity's End, una dintre cele mai respectate nave. Fregatele părăsesc zona de luptă, dar Quen le convinge să rămână unite, pentru a se proteja. Damon supraviețuiește tentativei de asasinat a unchiului lui și se alătură lui Talley. Împreună, reușesc să se ascundă de Lukas; de fapt, Talley descoperă că se pricepe foarte bine la asta. 
Până la urmă, sunt contactați de Jessad, iar Talley află de ce. El și Jessad sunt la fel: clone Azi, crescute artificial și, în cazul lui Jessad și Talley, antrenate special pentru spionaj și sabotaj. Sunt descoperiți de soldații Flotei; Jessad este ucis, în vreme ce Konstantin și Talley sunt capturați și duși dinaintea lui Mallory.
Ea primește ordin de la Mazian să se descotorosească discret de Konstantin. Lukas servește Flota cu mult mai puține scrupule, așa încât Konstantin este inutil, ba chiar primejdios. Mazian se pregătește să dezafecteze și să părăsească Stația Lumii de Jos. El are un alt plan: să cucerească Terra printr-o lovitură de stat. Distrugerea Stației Pell avea să creeze breșa dintre Terra și Uniune, jucând același rol atribuit mai înainte distrugerii Stației Viking.
Mallory are însă alte idei. Mazian exagerase prea mult. Mallorz părăsește brusc Stația Pell, găsește forțele Uniunii și îl convinge pe Azov să-i atace foștii camarazi. Talley are un rol crucial în convingerea lui Azov.
Mazian nu-și poate permite să lupte, astfel că Flota pornește spre Terra înainte de vreme. Azov trebuie să-l urmărească, dar nu dorește să lase Norway intact în urmă. Dilema este rezolvată la timp: Quen sosește însoțită de flota comercială unită și pretinde Stația Pell pentru noua Alianță Comercială, cu tot cu Norway și forțele ei militare. Fără a avea autoritatea de a negocia și nedorind să lupte cu negustorii, Azov pleacă să rezolve conflictul cu Mazian.
Sfârșitul Războiului Companiei se întrevede, spre ușurarea lui Konstantin, a negustorilor  și rezidenților de pe Stația Lumii de Jos.

## Premii
- 1982 – Premiul Hugo pentru cel mai bun roman[1]
- 1982 – nominalizare pentru Premiul Locus[1]
- 1987 – locul 41 în topul Locus al tuturor timpurilor
- 1998 – locul 25 în topul Locus al romanelor de dinainte de 1990

## Vezi și
- 1981 în științifico-fantastic